# 恬甲村古建筑
恬甲村古建筑，位于中国广东省东莞市东莞市南城区胜和村，为东莞市的一个市、县级文物保护单位，类型为古建筑，公布时间为2004年1月8日。
恬甲村古建筑的历史年代为清－民国。